# Arturo Cavero Calisto
Pour les articles homonymes, voir Cavero et Calisto.
Arturo Cavero Calisto est un homme politique péruvien, maire de Lima de 1975 à 1977.